# 羅文
羅文（1945年2月12日—2002年10月18日），原名譚百先，廣西百色縣人，在广州市長大，香港男歌手。中學就讀於廣州市第二十七中學。後移居香港，被視為粵語流行曲的先驅者，1991年獲頒香港樂壇最高榮譽金針獎。

## 早年經歷
羅文祖籍廣西桂平，生於廣西省百色縣，本名譚百先。出生年份一說為1944年，一說為1945年，一說為1950年；月日則為农历腊月三十。羅父畢業於上海的大學，任職於國民政府轄下的廣西銀行，羅母畢業於廣州的國立中山大學。羅文有一姊一妹。
羅文出生后，跟随父亲到广州定居。後羅文一家隨廣西银行總部遷往香港，直到1949年，时局稳定後，罗父希望回广州生活，于是辞去银行职务，改到廣東省建筑公司任会计，羅文隨家人從香港移居廣州，住在解放北路，常與姐妹至附近中山紀念堂，觀看政府舉辦的音乐会演出。
羅文就讀的小學一作德宣西路小學，一作北區的第六小學；期間因喜愛電影《護士日記》主题曲《小燕子》，崇拜演唱者王丹凤，逐漸萌发了投身歌唱事業的念头。然後他在盤福路的廣州市第二十七中學（后改爲廣州市越秀外國語學校，現广东实验中学越秀学校）就讀初中，期間曾加入青年文化宮的業餘歌舞團。受愛好粵劇的母親薰陶，初中畢業後想報考粵劇學校，但被其以超齡為由拒絕錄取。但他後來曾向粵劇老倌名伶羅家寶的父親兼羅家英的四伯父羅家樹拜師，學習粵劇曲藝功架，為未來的舞台演繹打下了功底。
據羅文在1992年的訪問，羅父在1956年遭受清算，土地被沒收，及後中風逝世，羅母此時罹患鼻咽癌，便以13歲之齡投靠香港的親戚，過海關時把年齡報大5歲以獲得工作所需的身份証。據其姐譚文玉在羅文逝世後接受的訪問，羅母患癌是1960年代，而羅文來港是1962年，原因是考不上粵劇學校，前途迷茫，以及中國政府放鬆了的移民政策，容易申請去香港。羅文在香港的首份工作是在親戚的裁縫店幫忙。後來他又從事過荔園遊樂場職員、戲院帶位、銀行見習生等基層工作。在銀行工作期間，晚上攻讀英文。

## 事業歷程

### 舞蹈演員、歐西流行和國語時代曲
初到香港，羅文經粵語片演員大聲婆介紹，加入影聯會舞蹈組，跟隨長城電影的舞蹈老師吳世勳學習，並幫忙其排舞工作，因此得綽號「師傅仔」。羅文還在電影中擔當舞蹈演員，如在1964年上映的《金鷹》中與吳世勳跳蒙古舞。吳世勳此後擔任羅文大部分演唱會以及舞台劇《白蛇傳》、《柳毅傳書》的舞蹈總監。
1962年，羅文与友人自組乐队T.N.T.，並在柏立基师范专科学校校友会就职典礼上表演。1964年，羅文在邵氏電影製作公司舉辦的山歌戀歌唱大賽獲得季軍，隨後開始為黃梅調電影擔任和音歌手。1968年，受披頭四樂隊訪港表演所掀起的樂隊熱潮影響，羅文和幾個朋友組成樂隊「羅文四步合唱團」（Roman & The Four Steps），演唱歐西樂隊的英文歌，並經百代唱片公司出版專輯。
1969年起，羅文為多部電影獻唱國語時代曲，性質有二：幕後代唱，如《青春萬歲》；雖非電影原唱，但同步推出唱片，如《愛情的代價》。《大盜歌王》則較具爭議，當時就有部分歌曲由羅文代唱的傳聞，多年後羅文和導演張徹則互持相反的說法。1970年起，羅文就一直擔任幕後代唱（除了由羅文參演和獻唱的《青春頌》），至1973年的《戀情三千里》和《明日天涯》為止。這段時期的代表作有《愛情的代價》、《水仙》、《明日天涯》等；多由王福齡作曲，有少量顧嘉煇的作品；曲種包括阿哥哥舞曲、恰恰舞曲、狐步舞曲、藍調、抒情曲等。
所屬專輯主要由超群唱片（王福齡經營）和百代唱片出品。
1970年，羅文與無綫電視藝員沈殿霞夥拍表演，翌年成立「情侶合唱團」，經常在無綫電視節目、戲院以至東南亞一帶表演，主要唱英語和國語歌。同年羅文四步合唱團解散。情侶合唱團成立一年多便因唱風差異、檔期常難以遷就等原因而拆夥。
1974年，羅文跟無綫電視簽約，成為旗下的合約歌星。

### 赴日發展
其時台灣歌手風靡香港樂壇，香港歌手處於弱勢。經歐陽菲菲的經理人牽線下，羅文便於1974年赴日本發展、受訓，並於翌年参加日本讀賣電視台举办的“全日本歌谣选手比赛”，连续十周位列第一名，并拿到总冠军，成为首位获得此奖的非日本籍歌手，其後推出過三張單曲。在日時期羅文視歌手澤田研二為偶像，受其中性形象和造型影響甚深。

### 回港轉型
1976年中旬，仍在日本發展的羅文隔了半年回港辦工作證，受無綫電視邀請演唱《書劍恩仇錄》的主題曲；1977年初再受邀翻唱外購日劇《前程錦繡》的主題歌。兩曲走紅令羅文決定留港發展。隨著電視劇和粵語流行曲的興起，羅文幾年間主唱過不少電視主題曲，所屬專輯均由華資的娛樂唱片發行。1976至77年中期的作品均收錄於標榜商業搭配為電視劇的合輯內，如引起爭唱風波的《書劍恩仇錄》、《民間傳奇》系列中帶粵曲味而詞風文言成份較重、「剪紅刻翠」的合唱曲《帝女花》和《樓台會》。
至1977年末，羅文為無綫電視長篇連續劇《家變》演唱同名主題曲，開始確立自己的風格，發行了首張個人粵語專輯。繼後《小李飛刀》、《強人》等電視歌曲均風行一時。這些歌曲被指編曲和旋律的寫法揉合中西方元素，歌詞雅俗共賞，演唱現代化，風格異於國語時代曲、傳統粵曲和歐美流行歌，對粵語流行曲中興有莫大貢獻。
這段時期羅文獲香港IFPI認證的白金唱片有《小李飛刀》、《強人》、《蕭十一郎·圓月彎刀》（與汪明荃的合輯），金唱片則有《家變》和《死亡遊戲》。《小李飛刀》亦入選首屆中文金曲頒獎禮的「十大中文歌曲」之一，更传遍台湾及东南亚等華人地區。
1979年，羅文轉投百代唱片，並指定高層黃啟光任專輯監製。羅文跳槽的原因有多種說法：一說為不滿專輯的美術設計風格；一說為不滿公司的版稅制度；一說為希望加入國際唱片公司以拓展市場。羅文其後嘗試開拓新方向，首張專輯《好歌獻給您》不以電視歌曲為賣點，並獲得良好的銷量成績。
隨著音樂會文化的興起，自1978年起，羅文多次在利舞臺戲院舉行個人演唱會，並把表演事業拓展至海外，成为首位于英国伦敦皇家阿爾伯特音樂廳演出（1979年）的東方歌手，以及首位於美國紐約林肯中心表演（1980年）的華人歌手，及后还在美国纽约麦迪逊广场及新加坡国家剧场举行个人演唱会，并成为首位在前者举行个人演唱会的华人歌手。

### 八十年代

#### 百代時期

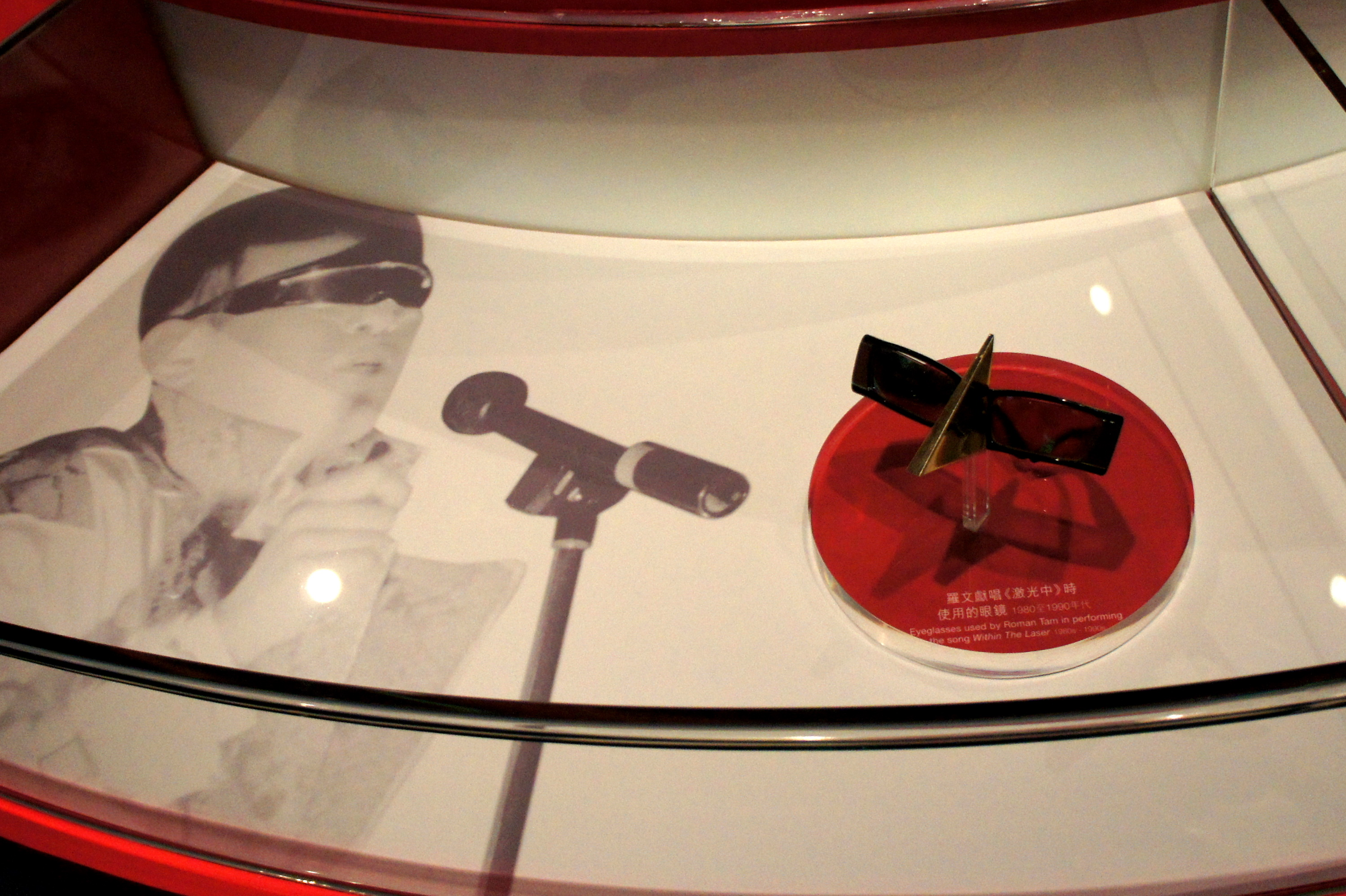
香港文化博物館專題展覽「獅子山下‧掌聲響起‧羅文」的展品：羅文演唱《激光中》所用的眼鏡；但在2001年的無綫電視綜合節目《名曲滿天星》中，羅文曾展示一樣的眼鏡，說是在1994年花八千港元購買，與該展覽中的描述「1980至1990年代使用」不符。

踏入1980年代，羅文憑無綫電視劇《親情》和《名劍風流》的相關音樂作品獲得一個十大中文金曲獎、一張金唱片和白金唱片；並推出首張國語個人專輯《盼望的愛情》，主要針對東南亞特別是新加坡的市場，新歌和翻唱曲都是昔日伯樂王福齡的曲作。羅文其後再度嘗試開拓新歌路，先後發表了概念專輯《卉》和《仲夏夜》。前者曲風較傳統，後者則被指偏離主流市場口味，銷量亦因此有所差異。
1982年，羅文以自資成立的「羅文製作有限公司」，監製並演出香港首部粵語音樂舞台劇《白蛇傳》，製作取向是中西合壁、傳統與現代交融，共演出廿二場，入座率不俗。羅文為此劇暫時捨棄流行樂壇，該年只發表了精選專輯《我的挑選》。
1983年初，羅文發表第三張概念專輯《舞台上》，書寫舞台表演者的種種，當中以被視為香港首支嘻哈饒舌曲的《激光中》最受注目，連同其音樂錄影帶，後來成為不少歌手取樣、翻唱、致敬或惡搞的對象。
同年，羅文和甄妮以跨唱片公司形式所推出的專輯《射雕英雄傳》，被視為電視劇歌曲熱潮退卻前最後的輝煌，以及電視主題曲專輯的代表作。

#### 華星時期
1983年中，羅文合約期滿跳槽華星唱片，原因是《白蛇傳》的唱片和宣傳工作分屬百代和華星，以後歸由一家負責，舞台劇會辦得更容易。加入華星的頭炮是《同途萬里人》所屬的原聲專輯《絲綢之路巡禮名曲集》，跟同一年的個人專輯《愛的幻想》均成為本地白金唱片。其歌唱風格亦由帶有粵劇味漸漸轉變成較「大眾通俗」。
1984年9月，羅文再自資舉辦舞台劇《柳毅傳書》，與《白蛇傳》的定位類似，都是現代化的通俗粵劇，入座率良好，但仍虧蝕60萬。他此後不再製作舞台劇。
1985年初，羅文推出專輯《Roman 羅文》，歌曲和美術設計均以「半中半西」、「宜古宜今」為賣點。主打歌《波斯貓》被視為香港情慾歌熱潮的先聲，引起坊間爭議，甚至惹來香港電台禁播的疑雲。羅文此專輯無一首歌登上電台流行榜冠軍和獲得樂壇獎項。農曆新年，羅文在無綫賀歲節目《新春大吉》中和趙雅芝合演粵劇《薛丁山三戲樊梨花》，又以《在我生命裡》、《共享歡樂年》和《中國夢》參加央視的春節聯歡晚會，其後為拓展內地唱片市場和回饋故鄉，以低票價、高規格在童年嚮往的中山紀念堂舉辦7場演唱會，為首位在內地舉辦個人演唱會的香港歌手。
1986年，羅文推出由顧嘉煇監製的專輯《幾許風雨》，羅文以較輕鬆的姿態演繹自己的心聲，尤以同名主打曲為代表，外界則視之為羅文幾年間多番摸索路線後的「反璞歸真」之作。時隔數年，羅文再度獲得白金唱片，並憑《幾許風雨》一曲獲得該年度樂壇頒獎禮多個獎項，事業再上高峰。同年，為羅文伴舞的「四大妖姬」成员固定（实际上有5人），分别是Sees、Joyce、Anita、Didi和Kitty（以特别舞蹈嘉宾出现）。
1987年初，羅文推出專輯《朋友一個》，由蘇孝良監製，八位香港創作人如王正宇、周啟生、盧冠廷、陳百強等負責作曲，其中《乜都拗》一曲由許願和組合豹小子（甘子暉和Marco）分別負責編舞和伴舞。年內再推出繼《Roman 羅文》後第二張歌手同名專輯：《羅文》，由徐日勤監製。主打曲《紋身的獵人》是羅文標誌式的「妖歌」。年末羅文赴台灣發展。
1988年，羅文的《塵緣》成為台視連續劇《八月桂花香》的主題曲，歌比戲紅，在台灣流傳甚廣，普遍被視為羅文的國語代表作。年末羅文獲香港藝術家聯盟頒發香港藝術家年獎之歌唱家獎（流行歌曲類），同期推出第三張歌手同名專輯，曲目均改編自世界名曲。

#### 離開華星
1989年，羅文發表新曲加精選輯《羅文精品十三》，年末以大公司制度僵化為由離開華星，轉投黎小田開辦的世紀唱片公司，並推出專輯《Just For You》。同期成為首位在香港文化中心舉行演唱會的香港本地歌手。

### 九十年代至千禧年初

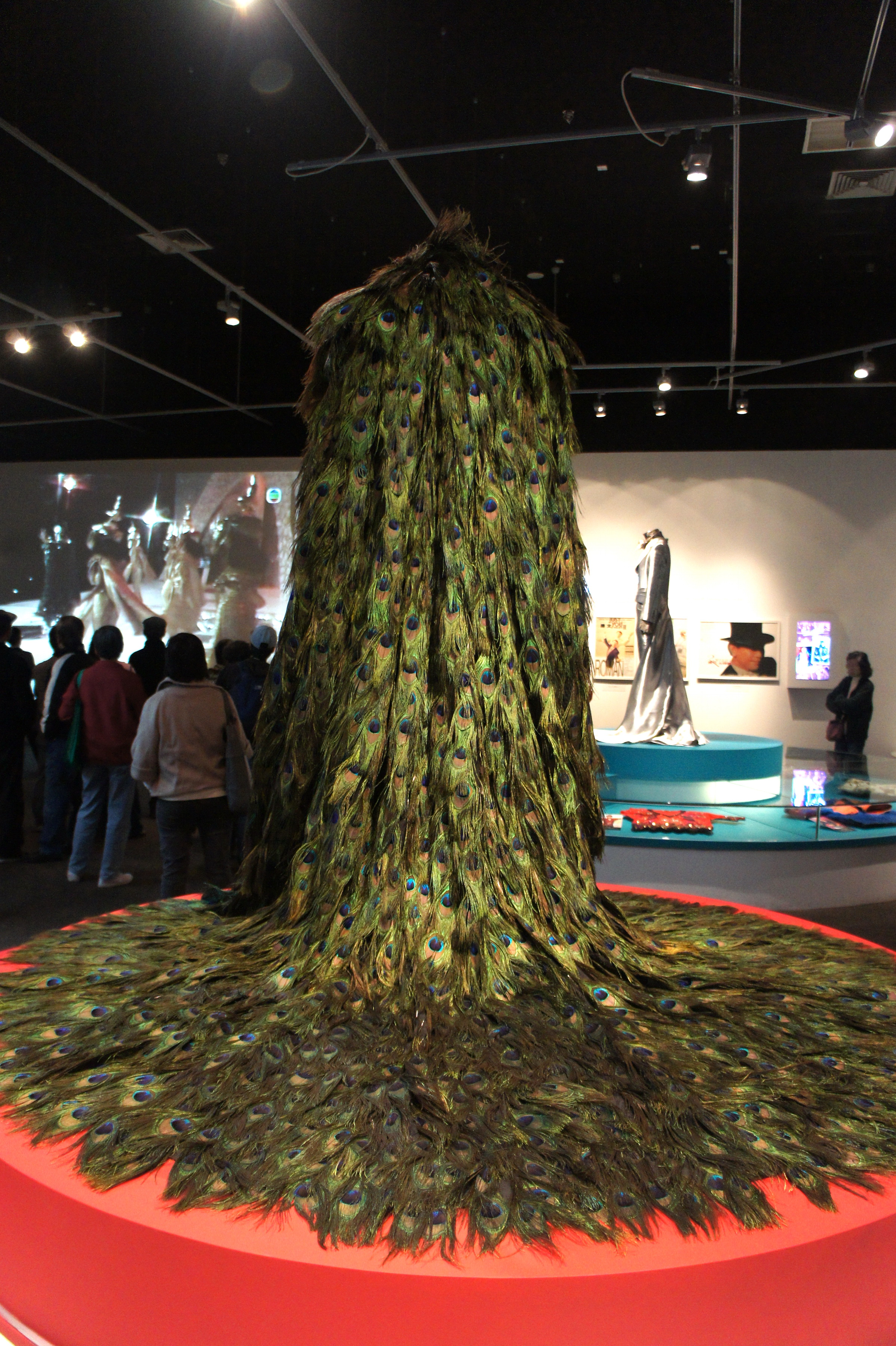
羅文於《羅文的光輝舞台》告別演唱會獻唱時穿著的孔雀羽毛服飾（1996年）。香港文化博物館專題展覽「獅子山下‧掌聲響起‧羅文」的展品。

1990年4月，羅文結束與無綫電視的合約，回歸自由身，主力為亞洲電視工作，如擔任亞洲小姐競選的表演嘉賓，以及主唱連續劇《還看今朝》、《死頂一族》和《暴雨燃燒》的歌曲。
1991年第十四屆十大中文金曲頒獎音樂會，香港電台爲表彰其傑出音樂成就，授予最高榮譽大獎「金針獎」。同年發表顧嘉煇監製的專輯《一生一世懷念妳》，為羅文作曲最多的專輯，共三首。1992年至93年間，羅文經千里馬唱片於台灣推出了三張國語專輯，當中以《戲說人生》原創性較高。
1993年，羅文以無綫電視音樂宣傳節目較多，又為其定下「完整的宣傳大計」，以及擔心「身份不夠明朗……兩家電視台都不敢找我」為由結束短暫自由身重返該台，成為其合約歌手；並加入馮添枝新成立的星威唱片公司，次張專輯《始終你最好》主打的快歌《壞情人》，描寫當時流行的即食愛情觀，並以新唱腔演繹，獲得業內人的好評和不俗的流行榜成績，被視為其事業回春作。同期羅文參加娛樂組合軟硬天師的整蠱藝人節目，展現輕鬆的一面；在行內的暱稱「籮記」亦經傳揚開來，並為羅文所接納 。嶄新的歌路和個人形象的轉變令更多年輕受眾認識他。
1994年，羅文推出專輯《羅文多面體》，並再度於紅館舉行演唱會「壞情人．藝君子．羅文．蘿記多面體」，共4場，時隔「至尊演唱會」約9年。
1995年，羅文轉投BMG唱片公司，發表內容正面的專輯《愛與夢》，同期亦舉行慈善演唱會。專輯裡的《孔子曰》曾流行一時，但後來被發現原來改編自沖繩傳統民謠《安里屋協作謠》，而作曲家只列出林慕德之名，引來批評和版權爭議。

#### 暫別與復出
1996年，羅文稱因不滿香港的流行音樂製作過份依賴電子技術，以及想轉換生活模式而告別樂壇。臨別前舉行光輝舞台演唱會，並發行精選輯《25》，以全新編曲和唱法演繹《波斯貓》、《心裡有個謎》等歷年代表作。
羅文淡出後廣收徒弟，首位學生是鄭伊健，其後容祖兒、陈小春、關淑怡、周海媚、譚小環、彭羚、利智、胡兵等，均曾向他拜師學藝。
羅文跟澳門名流及粵劇文化推動者林鳳娥是契親，組成社團操曲和辦籌款活動。後來他亦曾多次在無綫的籌款節目表演粵曲。至1997年，其首張粵曲專輯《首度開鑼》推出，收錄兩首老粵曲和兩首由陳錦榮撰寫的新曲。翌年重返流行樂壇並加入飛圖唱片公司，首作是遠赴俄羅斯錄製專輯《情繫佛羅內斯》，翻唱7、80年代香港流行名曲，由交響樂團伴奏，發燒碟製作方向。
1999至2000年間，羅文再推出性質相近的專輯《俄羅斯創世紀音樂會》及《Shanghai, New York》。前者為演唱會的實況錄音，地點是香港會議展覽中心，仍由佛羅內斯國家交響樂團伴奏，選曲拓展至個人新舊作如《塵緣》和《甜酸苦辣》，以及90年代名曲如王菲的《我願意》和張學友的《吻別》 。後者在紐約錄音，選曲為國語時代曲，並邀得當地爵士樂手和小型和聲團參與伴奏、混音和編曲。
2002年年初，有指羅文肝癌病情有所好轉，為完成羅文再辦個唱之心願，英皇娛樂為其在同年九月，於香港體育館訂下檔期。演唱會原定於九月十六日舉行，吳雨指原定擬開四場。惟同年五月，羅文因身體情況再度轉差而入院，考慮到羅文的體力及準備時間不足問題，英皇娛樂宣布將演唱會延期，而原定九月檔期則由同公司的Twins補上。該演唱會計劃最終因羅文病重逝世而告吹。

## 表演風格

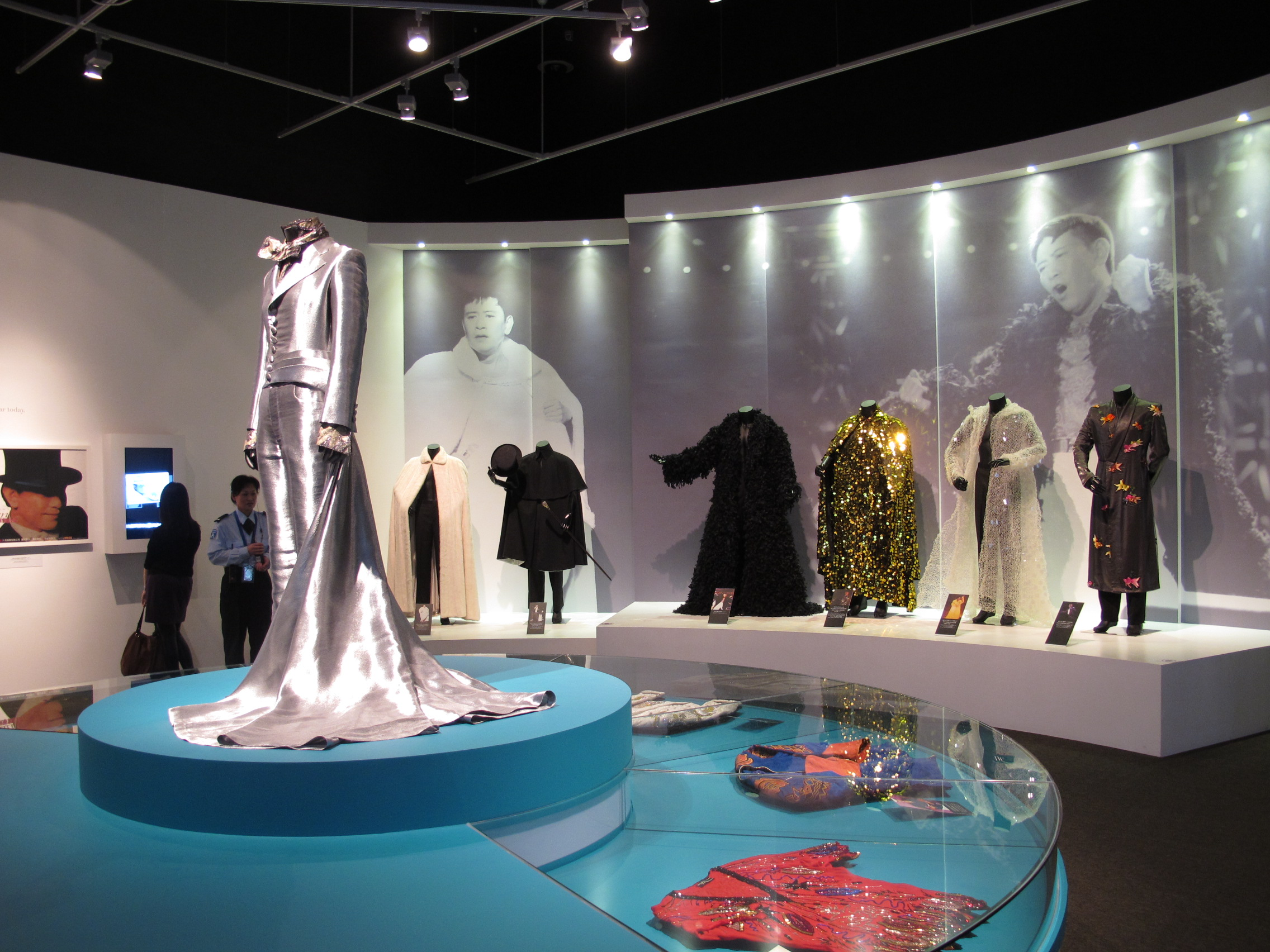
專題展覽「獅子山下‧掌聲響起‧羅文」展示羅文生前的舞台服裝。

羅文的視覺形象以多變、跨越性別界限著稱，被形容為「妖艷」、「坎普風（Camp）」等，也令他和陳百強分別被稱作「大妖」、「小妖」。文化評論人洛楓稱羅文是在香港有開拓貢獻的酷兒表演者。羅文曾備受外界的壓力，又被指未獲市場真正接受，但多位藝人如梅艷芳、張國榮、草蜢均受其影響。有評論認為是其廣泛的歌路和優秀的唱功支持他走這條路線。此外，他曾獲時裝設計師協會頒發十大傑出衣着人士獎。

## 逝世與紀念
2002年10月18日23時15分，羅文因肝癌於香港瑪麗醫院逝世，享年57歲。葬禮在10月28日香港殯儀館舉行，作家金庸題寫「歌在人心」的橫匾。扶靈人包括黃霑、楊受成、張學友、朱培慶、鄧光榮、劉培基、何麗全和鄭伊健這些羅文的生前好友和後輩歌手。10月29日，羅文靈柩移送柴灣歌連臣角火葬場火化，骨灰後安放於沙田寶福山寶禪堂，後來藝人張國榮及沈殿霞的靈位也與其為鄰。

羅文逝世後，其人其事成為香港媒體焦點，作品也再度熱播，學者對其評價傾向正面。2003年初香港教育城舉行網上投票的「2002香港十大新聞及風雲人物選舉」，總票數為2825，羅文入選「十大風雲人物」，成為「最正面的人物」，「羅文逝世」一事則入選十大新聞。

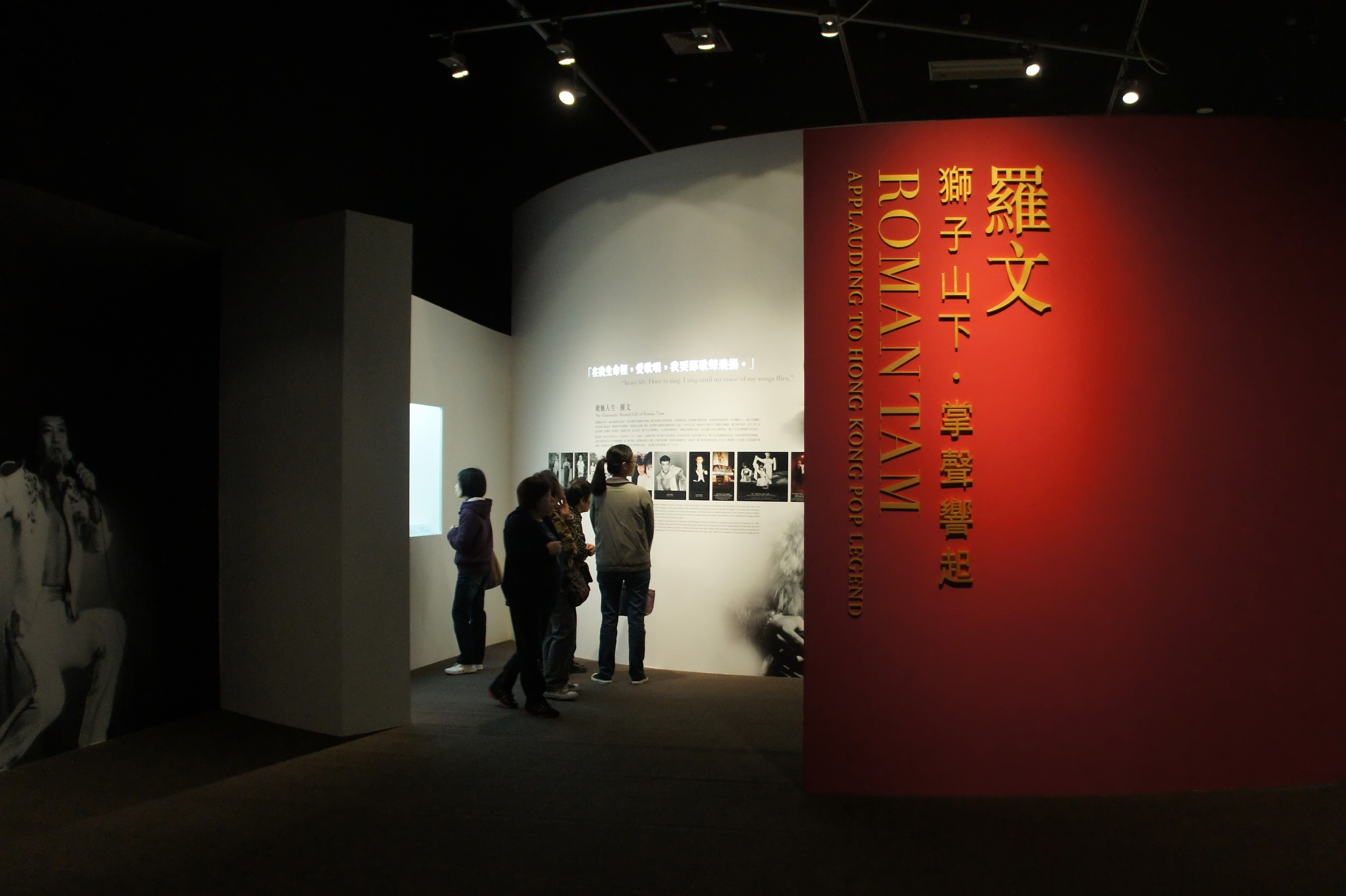
香港文化博物館於2011年12月21日至2012年7月30日舉辦的專題展覽「獅子山下‧掌聲響起‧羅文」。

2002年11月，英皇娛樂推出致敬專輯《留給世上最愛羅文的人》，改編多首羅文名曲，由英皇旗下眾歌手演唱。
2005年11月8日，香港郵政推出「香港流行歌星」郵品系列，主角是包括羅文在內的五位已故歌手。2006年，羅文家屬把他近3000項演藝文物（包括獎項、服飾、剪報、相片、舞台劇資料、海報等）捐贈予香港文化博物館收藏，其中60件物品由2007年10月起於二樓迴廊展區展出半年。2011年12月，該館再展出部分物品。2014年12月，《不朽傳奇．舞台上的羅文紀念演唱會》於會議展覽中心舉行，表演者有容祖兒、鄭伊健、草蜢、甄妮、盧海鵬、鄭欣宜等。
2022年10月15日，英皇娛樂及天星嶄新創意於紅磡香港體育館合辦一場《羅文·傳承20周年全城紀念演唱會》，表演嘉賓包括汪明荃、羅家英、米雪、陳潔靈、區瑞強、麥潔文、林志美、草蜢、容祖兒、泳兒、張敬軒、王菀之、鄭欣宜、陳柏宇、林奕匡、陳明憙及少女組合XiX。
2023年3至4月，推出了《羅文的藝術殿堂 Collection Box》雙盒裝唱片合集，將羅文百代唱片時期的10張專輯重製為SACD版本。

## 個人生活
據羅文自述，其初恋名叫阿心，绰号「大眼妹」，是他19歲時經朋友介紹認識，對方當時是學生，後來畢業工作。女方家長不喜歡他羅文四步合唱團的「band仔」身分，因此只能偷偷見面。「我們很單純，在一起的時候大都是看電影⋯⋯偶然去一家叫Lindy的餐廳，就覺得不知道有多高級」。女方曾开时装店，羅文負責设计装潢。羅文稱女方「醋味很大」，曾因他逐漸走紅，接受蕭芳芳訪問而吃醋。兩人交往三、四年後，羅文提出分手。對方嫁給猶太人，移居歐洲，後來離婚，但仍與羅文保持聯絡。林爽儿稱罗文第二任女友是一位富家女，但他對其相當保密。
羅文一生對外宣稱有三名知己助手。晚年與之相伴的欧阳步东（阿东），原是调酒师，1992年罗文与友人于酒吧开派对，與他相識，兩年後聘为助手。而前助手Terry原在尖沙咀做店員，初期兼職為羅文處理事務，1977年轉為全職助手，阿東出現後離去，結婚並转投东方魅力做经纪工作，直到罗文患病，Terry辞去工作，回罗文身边照料。此外，泰籍助理Week和罗文相識于泰国，罗文在首次入院检查时飞来香港陪伴。罗文在未发病时曾买下曼谷一处房舍，经常在曼谷与Week小聚。
劉培基稱，羅文、张国荣、陈百强當年几乎每天都在中環夜店Disco Disco（DD），罗文有时会带大麻给大家分享。“他是那一圈人里最胆大的，没什么事不敢做。”2000年，香港政府研究同性戀合法化，羅文受訪時快人快語：「梗係好啦，係我地嘅權利嘛！」然後改口：「同性戀都應該有佢地嘅權利。」羅文還說：「如果我是同性戀者，我不會公開這件事，始終應該保持一些……一些形象嘛！」
作家迈克，梁學思教授，张国荣传记作者Nigel Collett等人指羅文是同志。他去世後，《南华早报》专栏作家Alex Lo指出，罗文是依靠私生活低调和與人為善才能在舞台上妖艳示人，在同性恋入罪的时代獲得华人主流文化的接受。《亞洲週刊》「筆鋒」發表不署名評論，指出「被視為香港精神代表的羅文，過去由於新移民及同性戀而被欺凌，他歷盡艱辛的故事，反映港人應提升寬容境界。」

## 音樂作品

### 錄音室專輯
| 娛樂唱片 - 家變（1977年）:374 - 小李飛刀（1978年:374） - 死亡遊戲（1978年） - 強人（1978年:375） 百代唱片 - 好歌獻給您（1979年:375:37） - 名劍風流:375:38（1980年1月） - 親情（1980年:376:386月） - 盼望的愛情:39（1980年9月） - 卉（1981年:376） - 仲夏夜:376（1981年） - 舞台上（1983年:377） 新麗聲唱片 - 揮揮著手（國語）（1984年） | 華星唱片 - 愛的幻想（1983年:377） - Roman 羅文（1985年） - 幾許風雨（1986年:3783月） - 朋友一個（1987年:3783月） - 紋身的獵人（原名《羅文》:378）（1987年10月） - 塵緣（原名《羅文》:378）（1988年3月） - 紅塵夢·卡門（1988年:37912月） 滾石唱片（台灣） - 朋友一個（1988年） - 塵緣（國語）（1988年） - 卡門 世紀唱片 - Just For You（1989年:37912月） - 遲來的愛（1990年7月） 恆星唱片 - 一生一世懷念妳（1991年） | 千里馬唱片（台灣） - 人生如夢（1992年） - 戲說人生（1993年） - 紅塵無淚（1993年） 星光/星威唱片 - 戲假情真（1993年） - 始終你最好（1993年8月） - 羅文多面體（1994年5月） BMG唱片 - 愛與夢（1995年） - 25（1996年） - 首度開鑼（1997年） 飛圖唱片 - 情繫佛羅內斯（1998年） 英皇娛樂 - Shanghai, New York（2000年） 百代唱片 - 絕響 我把聲音留在一九六九（2003年） |

### 錄音室專輯曲目列表
| #  | 專輯名稱           | 發行公司           | 發行日期   | 曲目 |
| -- | ------------------ | ------------------ | ---------- | --- |
| 1  | 家變               | 娛樂唱片           | 1977年     | 曲目 1. 家變 2. 故夢 3. 醉眼看世界 4. 明日天涯 5. 思憶 6. 雨中 7. 個個都話愛 8. 痛別離 9. 背影 10. 走得快好世界 11. 愛情的代價 12. 水仙 13. 鑽石 |
| 2  | 小李飛刀           | 娛樂唱片           | 1978年     | 曲目 1. 小李飛刀 2. My Baby 3. 不了情 4. 月兒彎彎 5. 秋思 6. 玫瑰戀 7. 歡樂滿人間 8. 流浪 9. 刀光淚影 10. 愛你變成害你 11. 夢也飄渺 |
| 3  | 死亡遊戲           | 娛樂唱片           | 1978年     | 曲目 1. 死亡遊戲 2. 愛在明天 3. 問一句話 4. 愛果青青 5. 往事莫回味 6. 孖公仔 7. 當你寂寞 8. 莫忘我 9. 一面緣 10. 睇開D啦 11. 情人的眼淚 12. 死亡遊戲 |
| 4  | 強人               | 娛樂唱片           | 1978年     | 曲目 1. 魔劍俠情 2. 倚天屠龍記 3. 天空海闊任來往 4. 沙灘上的俏嬌娃 5. 愛情像美酒 6. 九月之雨 7. 強人 8. 孤雛淚 9. 浪子一招 10. 童年夢 11. 家法 12. 強人〈外強內弱版〉 |
| 5  | 好歌獻給您         | 百代唱片           | 1979年     | 曲目 1. 好歌獻給您 2. 愛在濃霧中 3. 淡淡的小野花 4. 海風 5. 大江東去 6. 這個秋天 7. 獅子山下 8. 相愛未能愛 9. 安歌 10. 請等一等 11. 又見炊煙 12. 唔見點得 13. 豪俠 |
| 6  | 名劍風流           | 百代唱片           | 1980年1月  | 曲目 1. 名劍風流 2. 魔影迷離 3. 對我笑一笑 4. 愛的世界 5. 志在四方 6. 黎明 7. 江山如畫 8. 讓我奔放 9. 曙光 10. 慢舞 Slow Dancing 11. 始終愛你 12. 星光照我 13. 春回大地 |
| 7  | 親情               | 百代唱片           | 1980年6月  | 曲目 1. 親情 2. 發現灣 3. 心裡有個謎 4. 願化小流螢 5. 美麗的將來 6. 銘心戀 7. 愛情像風雨 8. 風之戀 9. 唱出了希望 10. 號角 11. 醉…… 12. 愛的苦果 13. 歡笑全為你 |
| 8  | 盼望的愛情         | 百代唱片           | 1980年9月  | 曲目 1. 盼望的愛情 2. 南屏晚鍾 3. 問白雲 4. 神秘的海洋 5. 永不分離 6. 快樂逍遙 7. 春雨 8. 明天屬於你和我 9. 戀情三千里 10. 我愛夏日長 11. 我要你忘了我 12. 藍與黑 |
| 9  | 卉                 | 百代唱片           | 1981年     | 曲目 1. 梅 2. 牡丹 3. 水仙 4. 山茶 5. 桂花 6. 曇花 7. 莵絲 8. 紅棉 9. 含笑 10. 海棠 11. 紫薇 12. 紫荊 13. 杜鵑 |
| 10 | 仲夏夜             | 百代唱片           | 1981年     | 曲目 1. 全為愛 2. 莫負有心人 3. 一杯咖啡 4. 一個晚上 5. 誰會知 6. 披上驕陽 7. 未了情 8. 龍虎雙霸天 9. 仲夏夜 10. 我要高飛 11. 懶洋洋的夏季 12. 尋覓 13. 珍珠 14. 迷惘 15. 火之曲 16. 風雨晴 17. 環宇心聲 |
| 11 | 舞台上             | 百代唱片           | 1983年     | 曲目 1. 為你歌唱 2. 面譜 3. 想你開心 4. 一點溫馨 5. 且休嘆息 6. 寶玉成婚 7. 激光中 8. 舞者 9. 紅色紫紙扇 10. 一句舊調 11. 喜相逢 12. 熱浪 13. 願望就是明天 |
| 12 | 愛的幻想           | 華星唱片           | 1983年     | 曲目 1. 愛的幻想 (音樂) 2. 中國夢 3. 故鄉 4. 今晚夜醉了 5. 與心談心 6. 隨著你逐彩虹 7. 島的一方 8. 在我生命裡 9. 心像一片雲 10. 你好 11. 獨坐夜店中 12. 秋愁 13. 愛的幻想 |
| 13 | 揮揮著手           | 新麗聲唱片         | 1984年     | 曲目 1. 揮揮著手 2. 到底為什麼 3. 隨著你逐彩虹 4. 誰？誰？誰？ 5. 心裡的希望 6. 奇妙的人 7. 星期六的夜晚 8. I Love You 9. 吶喊 10. 無所謂 |
| 14 | 波斯貓             | 華星唱片           | 1985年     | 曲目 1. 波斯貓 2. 為明天歌唱 3. 午夜怨曲 4. 枷鎖 5. I Love You 6. 笑踏河山 7. 又見天籃 8. 報春烏 9. 共享歡樂年 10. 誰令我獨看天 11. 劍膽柔情 |
| 15 | 幾許風雨           | 華星唱片           | 1986年3月  | 曲目 1. 幾許風雨 2. 浪淘沙 3. The Night Is Lonely 4. 變 5. 付出過 6. 星宿可引路 7. 春天的角落 8. 此刻的你 9. 夜行人 10. 解開愛鎖 11. 韻律的夢想 |
| 16 | 朋友一個           | 華星唱片           | 1987年3月  | 曲目 1. 朋友一個 2. 曾擁有 3. 乜都拗 4. 慣性的愛 5. 浪人 6. 心扣心 7. 步入深秋 8. 愛不問為何 9. 小紅鞋 10. 笑話 11. 第三季 |
| 17 | 紋身的獵人         | 華星唱片           | 1987年10月 | 曲目 1. 紋身的獵人 2. 夢非夢 3. It's All Right 4. 愛的傳說 5. 把握 6. 互勉 7. 柏林圍牆 8. 空心軀殼 9. 即興演出 10. 掌聲響起 |
| 18 | 朋友一個           | 滾石唱片（台灣）   | 1988年     | 曲目 |
| 19 | 塵緣               | 華星唱片           | 1988年3月  | 曲目 1. 塵緣 2. 甚麼 3. 錯 4. 化粧舞會 5. 寂寞夜 6. 我始終是我 7. Nightless Girls 8. 四大美人 9. 舊物 10. 靈感 |
| 20 | 塵緣               | 滾石唱片（台灣）   | 1988年     | 曲目 |
| 21 | 紅塵夢             | 華星唱片           | 1988年12月 | 曲目 1. 紅塵夢 2. 真愛 3. 醉語 4. 最後一次 5. Limbo Rock Tonight 6. 無限風光 7. 兩中偶遇 8. 未知 9. 卡門 10. 白色聖誕夜 11. 悄悄的別離 |
| 22 | 卡門               | 滾石唱片（台灣）   | 1989年     | 曲目 |
| 23 | Just For You       | 世紀唱片           | 1989年12月 | 曲目 1. 天地有誰 2. Just For You 3. 説謊的女人 4. 每每有你 5. 別講空話 6. 留給這世上我最愛的人 7. 我也是過路人 8. 朋友，你好嗎？ 9. 狂熱 10. 隨時再見 |
| 24 | 遲來的愛           | 世紀唱片           | 1990年7月  | 曲目 1. 遲來的愛 2. 夜的時光 3. 變色龍 4. 同渡此生 5. 不想這樣，可否那樣 6. 還看今朝 7. 誰不知 8. 滄海一聲笑 9. 新寵 10. 人到無求 |
| 25 | 一生一世懷念妳     | 恆星唱片           | 1991年     | 曲目 1. 星光伴我心 2. 人生如此 3. 哭泣的奔馬 4. 一生一世懷念妳 5. 夜驚魂 6. 末世紀風情 7. 別再逗留 8. 忘憂草 9. 現代空虛 10. 我造我夢 11. 回憶 |
| 26 | 人生如夢           | 千里馬唱片（台灣） | 1992年     | 曲目 1. 人生如夢 2. 因為愛我存在 3. 言不由衷 4. 和寂寞乾杯 5. 前世的謎 6. 給你一生一世我的愛 7. 昨夜的吻 8. 不變的名字 9. 情敵 10. 請記住我們的默契 11. 一夜不睡 |
| 27 | 戲說人生           | 千里馬唱片（台灣） | 1993年     | 曲目 1. 戲說人生 2. 黃昏 3. 紅塵俗世 4. 最愛的壞情人 5. 雨夜驚夢 6. 善變的心 7. 半生緣 8. 占卜 9. 失去妳那個夜晚 10. 選妳所愛．愛你所選 |
| 28 | 戲假情真           | 星光唱片           | 1993年     | 曲目 1. 戲假情真 2. 一生之中只需給我一次幸運 3. 紅塵俗世 4. 最愛的壞情人 5. 雨夜驚夢 6. 善變的心 7. 半生緣 8. 占卜 9. 失去妳那個夜晚 10. 選妳的愛 11. 黃昏 12. 戲說人生 |
| 29 | 紅塵無淚           | 千里馬唱片（台灣） | 1993年     | 曲目 1. 滄海一生笑 2. 紅塵無淚 3. 朋友你好嗎 4. 謊言 5. 你該知道我 6. Just For You 7. 誰知道 8. 享受享受 9. 還看今朝 10. 一生無悔 |
| 30 | 始終你最好         | 星光唱片           | 1993年8月  | 曲目 1. 疾風的歲月 2. 始終你最好 3. 某些日子 4. 壞情人 5. 迷失的感情 6. 玄玄是緣 7. 做人做到底 8. 人間 9. 風，敲我窗 10. 送你這首愛歌 |
| 31 | 多面體             | 星光唱片           | 1994年5月  | 曲目 1. 作大 2. 給你的是這麼 3. 我愛我 4. 三字經 5. 天地心 6. 一生一次真情 7. 拒絕結婚 8. 激光中 ('94 Yeah 版) 9. 願你知 10. 作大 (Gossip mix) |
| 32 | 愛與夢             | BMG唱片            | 1995年     | 曲目 1. 愛與夢同行 2. 孔子曰 3. 峰迴路轉 4. 淚的小雨 5. 風不息 6. 紅紫色紙扇 7. 你是我一生的懷念 8. 不要壞情人 9. 邊緣回望 10. 愛與夢同行 (Original-karaoke) |
| 33 | 25                 | BMG唱片            | 1996年     | 曲目 1. 好歌獻給你 2. 幾許風雨 3. 獅子山下 4. 孔子曰 5. 前程錦繡 6. 親情 7. 在我生命裡 8. 愛與夢同行 9. Just For You 10. 壞情人 11. 激光中 12. 心裡有個謎 13. 愛情的代價 14. 留給這世上我最愛的人 15. 水仙 16. 愛你變成害你 17. 紅棉 18. 塵緣 19. 滄海一聲笑 20. 卡門 21. 世間始終你好 22. 波斯貓 23. 明日天涯 24. 號角 25. 掌聲響起 26. 願望就是明天 27. 讓我奔放 28. 獅子山下 |
| 34 | 首度開鑼           | BMG唱片            | 1997年     | 曲目 1. 西廂撫琴 2. 仕林祭塔 3. 痴夢 4. 裴生罵奸 |
| 35 | 情繫佛羅內斯       | 飛圖唱片           | 1998年     | 曲目 1. 抉擇 2. 心債 3. 舊夢不須記 4. 今晚夜 5. 幸運是我 6. 明星 7. 夢 8. 交出我的心 9. 楚歌 10. 萬水千出縱橫 11. 當年情 12. 奮鬥 13. 黎明不再來 14. 摘星 15. 星夜星塵 |
| 36 | Shanghai, New York | 英皇娛樂           | 2000年     | 曲目 1. 夜上海 2. 愛神的箭 3. 給我一個吻 4. 我要你的愛 5. 情人的眼淚 6. 南泥灣 7. 今天不回家 8. 等著你回來 9. 三年 10. 假正經 |

### 精選專輯
| - 絕代雙驕:375（1978年） - 我的挑選（1982年:376:39） - 羅文電視主題曲專輯（1983年） - 羅文金曲精選（1986年） - 羅文精品十三（1989年:379） - 光輝的一頁（1993年） | - 羅文金曲精選十六首（1993年） - 羅文經典回嚮（1997年） - Denon Mastersonic 羅文（1997年） - 最多羅文精選（1999年） - 羅文33首招牌歌（2001年） | - 永遠懷念的…籮記（2002年） - 永恆（2003年） - 一代天驕（2009年） |

| 單曲 - さすらいの恋（譯作：流浪者之戀）（1975年） - 熱情（1975年） - 哀愁のラスト・ぺージ（譯作：哀愁的最後一頁）（1976年） - 明天（與李克勤合唱，收錄於李克勤專輯《Album》之中）（1993年） | 現場錄音專輯 - 羅文的光輝舞台（1996年） - 俄羅斯創世紀音樂會（1999年） |

### 合輯
電影相關
| - 紅燈，綠燈（1969年) - 大盜歌王（1969年） - 青春萬歲（1969年） - 愛情的代價（1969年） - 海外情歌（1969年) - 小煞星（1970年） - 胡姬花（1970年) - 青春頌（1970年) - 春火（1970年） - 雙喜臨門（1970年） - 戀情三千里（1973年） | 電視相關 - 書劍恩仇錄（1976年） - 前程錦繡（1977年） - 帝女花（1977年） - 梁山伯與祝英台（1977年） - 蕭十一郎·圓月彎刀（1979年） - 射鵰英雄傳（1983年） - 絲綢之路巡禮名曲集（1983年） | 其他 - 沒良心的人（1969年) - 白蛇傳（1982年） - 柳毅傳書（1984年） |

### 作曲紀錄
| - 仲夏夜（曲詞並包） - 在我生命裡 - 與心談心 - 報春鳥 | - 別再逗留（國語版：和寂寞乾杯） - 末世紀風情（國語版：昨夜的吻） - 哭泣的奔馬（國語版：不變的名字） - 愛與夢同行 - 只差一句話（漢洋唱、林夕詞） |

## 獎項

### 個人獎項榮譽
| 年份 | 獎項                               | 頒發方/場合                                                                                        | 來源    |
| ---- | ---------------------------------- | -------------------------------------------------------------------------------------------------- | ------- |
| 1978 | 十大歌星金駱駝獎                   | 第9屆「華僑晚報十大歌星金駱駝獎」選舉及頒獎典禮（《華僑晚報》與駱駝漆主辦）                        | [ 153 ] |
| 1979 | 十大歌星金駱駝獎                   | 第10屆「華僑晚報十大歌星金駱駝獎」選舉及「最有前途歌星銀星獎」頒獎典禮（《華僑晚報》與駱駝漆主辦） | [ 154 ] |
| 1980 | 十大歌星金駱駝獎                   | 第11屆「華僑晚報十大歌星金駱駝獎」選舉及「最有前途歌星銀星獎」頒獎典禮（《華僑晚報》與駱駝漆主辦） | [ 155 ] |
| 1982 | 十大影劇明星                       | 第26屆「華僑晚報十大明星選舉」頒獎典禮（《華僑晚報》主辦）                                         | [ 156 ] |
| 1983 | 十大傑出青年                       | 十大傑出青年選舉（國際青年商會香港總會主辦）                                                       | [ 157 ] |
| 1984 | 十大影劇明星                       | 第28屆「華僑晚報十大明星選舉」頒獎典禮（《華僑晚報》主辦）                                         | [ 158 ] |
| 1985 | 勁歌金曲榮譽大獎                   | 1985年度十大勁歌金曲頒獎典禮                                                                       | [ 159 ] |
| 1988 | 藝術家年獎－歌唱家獎（流行歌曲組） | 香港藝術家年獎頒獎典禮                                                                             | [ 160 ] |
| 1988 | 十大傑出衣着人士獎                 | 時裝設計師協會時裝大展                                                                             | [ 161 ] |
| 1991 | 金針獎                             | 1991年第十四屆十大中文金曲頒獎音樂會                                                               | [ 48 ]  |
| 1996 | 輝煌成就大獎                       | 1996年度十大勁歌金曲頒獎典禮                                                                       | [ 159 ] |
| 2002 | 金曲銀禧榮譽大獎                   | 2002年第十四屆十大中文金曲頒獎音樂會                                                               | [ 48 ]  |
| 2002 | 十大勁歌金曲二十週年榮譽大獎       | 2002年度十大勁歌金曲頒獎典禮                                                                       | [ 159 ] |
| 2002 | 終身成就獎                         | 香港國際唱片業協會                                                                                 | [ 162 ] |
| 2002 | 流行樂壇榮譽大獎                   | 第二屆金曲紅人頒獎禮（馬來西亞）                                                                   | [ 163 ] |
| 2010 | 30年30人                           | 華語金曲奬30年經典評選                                                                             | [ 164 ] |

### 歌曲獎項
十大中文金曲頒獎典禮
- 1978年度 《小李飞刀》
- 1979年度 《好歌献给你》
- 1980年度 《亲情》
- 1981年度 《红棉》
- 1983年度 《世间始终你好》
- 1986年度 《幾許風雨》

勁歌金曲優秀選歌曲獎
註：粗體為該年度《十大勁歌金曲頒獎典禮》的十大金曲。
- 1983年：《激光中》[165]、《願望就是明天》[165]、《同途萬里人》[166]、《中國夢》[167]、《一生有意義》[168]
- 1986年：《幾許風雨》、《浪淘沙》[169]
- 1987年：《問誰領風騷》、《朋友一個》[169]
- 1988年：《塵緣》[169]
- 1989年：《留給世上我最愛的人》[169]
- 1993年：《壞情人》[170]
- 1994年：《作大》[171]
- 1995年：《孔子曰》[172]
- 1996年：《獅子山下》[173]、《感激說話千百句》[174]

CASH金帆音樂獎
- 1990年度CASH最廣泛演出金帆獎：《還看今朝》（粵語流行歌曲：電視 - ATV） [175]

## 派台歌曲成績
| 派台歌曲成績                 | 派台歌曲成績         | 派台歌曲成績 | 派台歌曲成績 | 派台歌曲成績 | 派台歌曲成績 | 派台歌曲成績                               |
| ---------------------------- | -------------------- | ------------ | ------------ | ------------ | ------------ | ------------------------------------------ |
| 唱片                         | 歌曲                 | 903          | RTHK         | 997          | TVB          | 備註                                       |
| 1977年                       |                      |              |              |              |              |                                            |
| 前程錦繡                     | 前程錦繡             |              | 1            |              |              | 首支冠軍歌                                 |
| 帝女花                       | 並蒂花               |              | 2            |              |              | 與汪明荃合唱                               |
| 梁山伯與祝英台               | 樓台會               |              | (1)          |              |              | 與關菊英合唱 兩周冠軍歌                    |
| 家變                         | 家變                 |              | [(1)]        |              |              | 四周冠軍歌                                 |
| 1978年                       |                      |              |              |              |              |                                            |
| 小李飛刀                     | 小李飛刀             | 1            | {(1)}        |              |              | 兩台冠軍歌                                 |
| 死亡遊戲                     | 死亡遊戲             |              | /            |              |              |                                            |
| 死亡遊戲                     | 莫忘我               |              | 1            |              |              |                                            |
| 强人                         | 浪子一招             |              | (1)          |              |              |                                            |
| 1979年                       |                      |              |              |              |              |                                            |
| 蕭十一郎．圓月彎刀           | 舊侶難忘             |              | (1)          |              |              |                                            |
| 絕代雙驕（新歌加精選）       | 絕代雙驕             |              | 1            |              |              |                                            |
| 好歌獻給您                   | 好歌獻給您           | 1            | 1            |              |              | 兩台冠軍歌                                 |
| 好歌獻給您                   | 大江東去             |              | 5            |              |              |                                            |
| 1980年                       |                      |              |              |              |              |                                            |
| 名劍風流                     | 名劍風流             | (1)          |              |              |              |                                            |
| 名劍風流                     | 讓我奔放             |              | 1            |              |              |                                            |
| 親情                         | 親情                 |              | 1            |              |              |                                            |
| 1981年                       |                      |              |              |              |              |                                            |
| 卉                           | 紅棉                 |              | 1            |              |              |                                            |
| 仲夏夜                       | 懶洋洋的夏季         |              | 1            |              |              |                                            |
| 仲夏夜                       | 全為愛               |              | /            |              |              |                                            |
| 1982年                       |                      |              |              |              |              |                                            |
| 白蛇傳                       | 好姻緣               |              | 1            |              |              | 與汪明荃合唱                               |
| 白蛇傳                       | 春泛西湖             |              | /            |              |              |                                            |
| 我的挑選                     | 身體語言             |              | 1            |              |              |                                            |
| 1983年                       |                      |              |              |              |              |                                            |
| 舞台上                       | 願望就是明天         |              | 1            |              |              |                                            |
| 舞台上                       | 面譜                 |              | 3            |              |              |                                            |
| 射鵰英雄傳 (专辑)            | 一生有意義           |              | 1            |              |              | 與甄妮合唱                                 |
| 射鵰英雄傳 (专辑)            | 世間始終你好         |              | (1)          |              |              | 與甄妮合唱                                 |
| 絲綢之路巡禮名曲集           | 同途萬里人           |              | 1            |              |              |                                            |
| 1984年                       |                      |              |              |              |              |                                            |
| 愛的幻想                     | 愛的幻想             |              | 1            |              |              |                                            |
| 柳毅傳書                     | 不肯忘               |              | 4            |              |              | 與歐陽珮珊合唱                             |
| 1985年                       |                      |              |              |              |              |                                            |
| Roman 羅文                   | 午夜怨曲             |              | /            |              |              |                                            |
| 1986年                       |                      |              |              |              |              |                                            |
| 幾許風雨                     | 幾許風雨             |              | 1            |              | {(1)}        | 兩台冠軍歌                                 |
| 幾許風雨                     | 浪淘沙               |              | 1            |              | 6            | 與華星新秀合唱                             |
| 1987年                       |                      |              |              |              |              |                                            |
| 朋友一個                     | 心扣心               |              | 3            |              | 7            |                                            |
| 朋友一個                     | 朋友一個             |              | 1            |              | (1)          | 兩台冠軍歌                                 |
| 朋友一個                     | 愛不問為何           |              | /            |              | 8            |                                            |
|                              | 開創明天             |              | /            |              | /            | 與汪明荃、成龍、關正傑合唱                 |
| 羅文（唱片編號：CAL06-1050） | 互勉                 |              | /            |              | /            |                                            |
| 羅文                         | 紋身的獵人           |              | /            |              | 2            |                                            |
| 羅文                         | 柏林圍牆             |              | /            |              | /            |                                            |
| 羅文                         | 掌聲響起             |              | /            |              | 5            |                                            |
| 羅文                         | 把握                 |              | /            |              | 4            |                                            |
| 華星武俠金曲集               | 問誰領風騷           |              | /            |              | 9            | 與甄妮合唱                                 |
| 1988年                       |                      |              |              |              |              |                                            |
| 塵緣                         | 塵緣（粵語）         | 2            | 1            |              | 1            | 後獲改編為台視連續劇《八月桂花香》的主題曲 |
| 塵緣                         | 我始終是我           | /            | /            |              | 3            |                                            |
| 羅文（唱片編號：CAL06-1076） | 無限風光             | 20           | /            |              | /            |                                            |
| 1989年                       |                      |              |              |              |              |                                            |
| 羅文                         | 紅塵夢               | 15           | /            |              | /            |                                            |
| 羅文精品十三                 | 我冷傲，但我是暖流   | 14           | 6            |              | 1            | OT：趙傳 ~ 我很醜，可是我很溫柔            |
| 羅文精品十三                 | 可否等一會           | /            | /            |              | 7            |                                            |
| Just For You                 | 留給這世上我最愛的人 | 4            | 1            |              | 1            | 原曲：潘越雲的《我是不是你最疼愛的人》     |
| Just For You                 | Just For You         | 6            | /            |              | 1            |                                            |
| 1990年                       |                      |              |              |              |              |                                            |
| Just For You                 | 朋友，你好嗎         | 12           | /            |              | /            |                                            |
| 遲來的愛                     | 人到無求             | 19           | 1            |              | /            |                                            |
| 遲來的愛                     | 還看今朝             | 10           | 1            |              | ×            | 亞洲電視劇集《還看今朝》主題曲             |
| 遲來的愛                     | 誰不知               | 14           | /            |              | /            | 與麥潔文合唱                               |
| 1991年                       |                      |              |              |              |              |                                            |
| 滔滔千里心                   | 滔滔千里心           | (1)          | 3            |              | -            | 群星合唱                                   |
| 一生一世懷念妳               | 人生如此             | 8            | /            |              | /            |                                            |
| 一生一世懷念妳               | 哭泣的奔馬           | 11           | /            |              | /            |                                            |
| 一生一世懷念妳               | 末世紀風情           | 26           | 9            |              | /            |                                            |
| 1993年                       |                      |              |              |              |              |                                            |
| 戲假情真                     | 黃昏                 | 21           | /            |              | /            |                                            |
| 戲假情真                     | 戲假情真             | 26           | /            |              | /            |                                            |
| 始終你最好                   | 疾風的歲月           | 19           | /            | 2            | /            |                                            |
| 始終你最好                   | 始終你最好           | 14           | 13           | 3            | 1            |                                            |
| 始終你最好                   | 做人做到底           | /            | /            |              | /            |                                            |
| 始終你最好                   | 壞情人               | 1            | 1            | 1            | 1            | 四台冠軍歌                                 |
| 星光燦爛Vol.1                | 激光中94 Yeah版      | 6            | 3            | 2            | /            |                                            |
| 1994年                       |                      |              |              |              |              |                                            |
| 羅文多面體                   | 作大                 | 9            | 13           | 1            | /            |                                            |
| 羅文多面體                   | 三字經               | /            | /            | /            | /            |                                            |
| 羅文多面體                   | 一生一次真情         | 25           | /            | /            | /            |                                            |
| 羅文多面體                   | 給你的是這麼         | 11           | 15           | /            | /            |                                            |
| 1995年                       |                      |              |              |              |              |                                            |
| 愛與夢                       | 孔子曰               | 3            | 1            | /            | 1            |                                            |
| 愛與夢                       | 愛與夢同行           | 4            | 7            | /            | /            |                                            |
| 愛與夢                       | 峰回路轉             | 4            | /            | /            | /            |                                            |
| 1996年                       |                      |              |              |              |              |                                            |
| 25                           | 在我生命裡（1996）   | /            | /            | /            | /            | 舊曲重唱                                   |
| 25                           | 獅子山下（1996）     | /            | 1            | /            | 1            | 舊曲重唱                                   |
| 25                           | 親情（1996）         | /            | /            | /            | /            | 舊曲重唱                                   |
| 25                           | 感激說話千百句       | /            | /            | /            | /            |                                            |
| 2001年                       |                      |              |              |              |              |                                            |
| 皇者之聲                     | 南泥灣               | /            | 9            | /            | 1            | 原唱者為郭蘭英                             |

| 903 | RTHK | 997 | TVB | 備註               |
| 5   | 28   | 1   | 11  | 四台冠軍歌總數：24 |
| 7   | 40   | 3   | 15  | 冠軍周數           |

- (1) 代表兩周冠軍
- [(1)] 代表四周冠軍
- {(1)} 代表五周冠軍
- （/）未有相關資料

## 影视
罗文对影视剧演出不感兴趣，不像同辈或后辈如林子祥、郑少秋、许冠杰、钟镇涛、谭咏麟等活跃乐坛期间参与不少荧幕演出，1979年、1994年到1996年間，只客串演出電視劇《強人》、《阿Sir早晨》和《刀馬旦》，及以下几部电影演出。

#### 電影
| 年代   | 片名       | 角色   | 備註 |
| ------ | ---------- | ------ | ---- |
| 1970年 | 青春頌     |        |      |
| 1979年 | 家法       | 歌手   | 客串 |
| 1982年 | 八彩林亞珍 | 羅文   | 客串 |
| 1992年 | 告別紫禁城 | 小德張 |      |
| 1996年 | 運財智叻星 | 警長   | 客串 |

## 註腳
1. ↑  罗文的籍贯广西桂平和出生地百色都属于广西境内的粤语地区，像桂平通行邕潯粵語，而直到1980年代之前粤语在广西亦属于强势语言。
2. ↑  胞姐譚文玉稱是羅文的爺爺所取，以紀念羅文的出生地[4]；羅文本人則稱阿公（外公）的意思是「百行以孝為先」[5]
3. ↑  沙田寶福山寶禪堂的靈位所示。
4. ↑  據羅文治喪委員會印製的《歌在人心》紀念冊。
5. ↑  香港公共圖書館多媒體資訊系統的資料、部份傳媒如無綫電視。
6. ↑  羅文的姐姐稱
7. ↑  羅文本人的說法[5]
8. ↑  非代唱說[23]
9. ↑  代唱說[24]
10. ↑  百代時期，羅文有六張專輯由他擔任監製，包括《好歌獻給您》、《名劍風流》、《卉》、《仲夏夜》、《射雕英雄傳》、《親情》；《舞台上》則資料不詳。
11. ↑  華星後來重新發行時改以《紋身的獵人》為名。
12. ↑  華星後來重新發行時改以《紅塵夢》為名。
13. ↑  他後來歸入與世紀唱片同屬一家的恆星娛樂[82]
14. ↑  世紀唱片與亞視有合作關係[85]。
15. ↑  後與星光唱片合拼
16. ↑  又寫作羅記、蘿記，由於粵語口語變調，陽平聲變成陰平聲，源於洋名「英語：」的首個音節。根據羅文一篇訪問，起名者為其好友劉培基[90]。
17. ↑  後被英皇娛樂收購，跟羅文的合約也轉到後者
18. ↑  林爽兒稱羅文與阿心交往10年[139]
19. 1 2 3  商業一台中文歌曲擂台陣冠軍歌
20. ↑  包括前叱咤榜、新城榜、勁歌金榜時期的一台、兩台或三台冠軍歌。

## 外部連結
- 羅文的Discogs页面（英文）
- 羅文在互联网电影资料库（IMDb）上的資料（英文）
- 羅文在豆瓣上的资料（简体中文）
- 羅文在香港影庫上的簡介
- 「獅子山下·掌聲響起·羅文」展覽網上版（页面存档备份，存于）
- 無綫電視紀念特輯《羅文‧歌在人心》（页面存档备份，存于）
- 羅文資料庫 Roman Tam Archive